# Abeni
Pour plus de détails, voir Fiche technique et Distribution.
Abeni est un film bénino-nigérian, réalisé par Tundé Kelani et sorti en 2006.

## Synopsis
Une jeune fille nigériane issue d'une famille nantie de la haute société tombe follement amoureuse du fils de leur gardien, lui de nationalité béninoise.

## Fiche technique
- Titre : Abeni
- Réalisation : Tunde Kelani
- Scénario : François Okioh et Yinga Ogun
- Histoire originale de : Abdel Hakim Amzat
- Photographie : Tunde Kelani
- Décors : Kehinde Oyedepo
- Mixage : Mainframe
- Montage : Mumini Kelani
- Musique : Abdel Hakim Amzat / Lagbadja
- Production : Laha Production (Groupe Laha, Bénin) et Mainframe (Nigeria)
- Lieux de tournage :  Bénin et  Nigeria
- Durée : 105 minutes
- Genre: Drame
- Date de sortie  :
  -  France : 18 mars 2006
  -  Nigeria : 18 mars 2006
  -  Bénin : 14 avril 2006

## Distribution
- Sola Asedeko : Abeni
- Abdel Hakim Amzat : Akanni
- Buky Wright
- Jide Kossoko : chef Bello
- Marcelline Aboh
- Akambi Akanla
- Ayo Badmus
- Kareem Adepoju: Ogagou

## Distinctions
Nomination dans plus de 7 catégories
- Africa Movie Academy Award du meilleur son